# 赭山路駅
 赭山路駅（しゃさんろえき）は、中華人民共和国 安徽省蕪湖市鏡湖区に位置する蕪湖軌道交通1号線の駅である。

## 歴史
- 2021年11月3日: 開業。

## 隣の駅
蕪湖軌道交通
■  1号線
赤鋳山路駅 -  赭山路駅 - 赭山公園駅